# AD San Agustín
Club Deportivo Colegio San Agustín, zwany często Colegio San Agustín albo nawet tylko San Agustín, jest peruwiańskim klubem piłkarskim z siedzibą w mieście Lima

## Osiągnięcia

### Krajowe
- Primera División

| zwycięstwo (1):     | 1986 |
| drugie miejsce (0): | –    |

## Historia
Klub założony został 9 sierpnia 1970 r. Po zdobyciu mistrzostwa drugiej ligi w 1984 zadebiutował w 1985 w pierwszej lidze peruwiańskiej. Druga połowa lat 80. XX w. to był złoty okres w historii Colegio San Agustín, którego ukoronowaniem było mistrzostwo Peru w 1986 i w konsekwencji udział w Copa Libertadores w roku 1987. W połowie lat 90. wskutek pogarszającej się sytuacji finansowej klubu nastąpił spadek z pierwszej ligi w roku 1996. Z tego upadku klub jak dotąd nie zdołał się podnieść.